# Cantó de Villejuif
El cantó de Villejuif és un cantó francès del departament de la Val-de-Marne, al districte de L'Haÿ-les-Roses. Creat amb la reorganització cantonal del 2015.

## Municipis
- Villejuif